# Legea lui Baer
În geologie, legea lui Baer, numită astfel după numele lui Karl Ernst von Baer, se referă la caracterul asimetric al acțiunii de eroziune laterală a râurilor.
Astfel, sub influența mișcării de rotație a Pământului, râurile care curg în direcție meridiană erodează mai puternic unul dintre maluri: în emisfera nordică malul drept, iar în cea sudică malul stâng.
Acest efect, fiind direct proporțional cu masa de apă curgătoare, este mai evident la fluviile mari, cum ar fi: Nipru, Obi, Nil, Paraná.
Într-o scriere publicată în 1926, Einstein explică mecanismul acestui fenomen care este de fapt o consecință a efectului Coriolis.